# Michele Mari
Michele Mari (Milano, 26 dicembre 1955) è uno scrittore, traduttore e poeta italiano.

## Biografia
Figlio del designer Enzo Mari (1932-2020) e della disegnatrice e scrittrice milanese Iela Mari (pseudonimo di Gabriela Ferrario; 1931-2014), ha insegnato Letteratura italiana all'Università Statale di Milano fino all'anno accademico 2019-2020. Dal 1992 risiede prevalentemente a Roma. Il suo primo testo narrativo (L'incubo nel treno, 1964) è nato come regalo di Natale per suo padre, che nel 1995 ne ha realizzato un'edizione in fac-simile fuori commercio.
Scrittore incline al pastiche manieristico, in linea con una tradizione espressiva che ha in Carlo Emilio Gadda, Tommaso Landolfi, Gesualdo Bufalino e Giorgio Manganelli i suoi autori più rappresentativi, non ha però mai smesso di ispirarsi alla grande narrativa avventuroso-fantastica del Sette-Ottocento, cui ha dedicato un esplicito omaggio nel racconto Otto scrittori (in Tu, sanguinosa infanzia).
Dall'incontro fra letterarietà e immaginazione “nera” e mostruosa, nascono i suoi primi libri, che declinano in modi fantastici il tema del doppio, in chiave ora gotica (Di bestia in bestia) ora barocca (La stiva e l'abisso), passando per l'apocrifo leopardiano Io venìa pien d'angoscia a rimirarti.
Soprattutto nei racconti ha affrontato il tema dell'infanzia come momento fatidico da conservare tenacemente e feticisticamente (v. I palloni del signor Kurz, in Euridice aveva un cane; oppure Le copertine di Urania e L'uomo che uccise Liberty Valance in Tu, sanguinosa infanzia). Al tema della memoria sono riconducibili anche il céliniano Rondini sul filo (storia di un’ossessione postuma per una vita non vissuta), Verderame (dove il motivo della mnemotecnica si combina con un’investigazione non priva di tocchi horror) e soprattutto Asterusher  e Leggenda privata, entrambi corredati da un apparato iconografico. Altre volte la scrittura autobiografica assume i modi della trattatistica letteraria, come nel diario militare Filologia dell'anfibio (con illustrazioni dell'autore) o nel testo che dà il titolo alla raccolta Fantasmagonia, occasioni per dispiegare iperbolicamente l'estro classificatorio e le idiosincrasie nevrotiche presenti in tutta la sua opera.
Altri romanzi contaminano oniricamente verità storica e invenzione fantastica: si vedano Tutto il ferro della torre Eiffel, ambientato nella Parigi di Walter Benjamin e di Louis-Ferdinand Céline, e Rosso Floyd, sulla vicenda umana e artistica dei Pink Floyd. Da ultimo, con il romanzo Roderick Duddle, si è cimentato con i modi della narrativa d'appendice.
Dopo più di trent'anni dalla prima edizione, ha ripubblicato in una nuova versione il romanzo d'esordio, Di bestia in bestia.
Mari ha una produzione poetica (Cento poesie d'amore a Ladyhawke, Dalla cripta) e grafica, affidata perlopiù a fumetti degli anni settanta (I Sepolcri illustrati, Il Visconte dimezzato), oggi raccolti nel volume La morte attende vittime. Rilevante infine l'attività critico-filologica e saggistica, volta soprattutto alla letteratura italiana del XVIII e XIX secolo e alla letteratura fantastica (I demoni e la pasta sfoglia). Ha curato diverse edizioni di classici antichi e moderni.

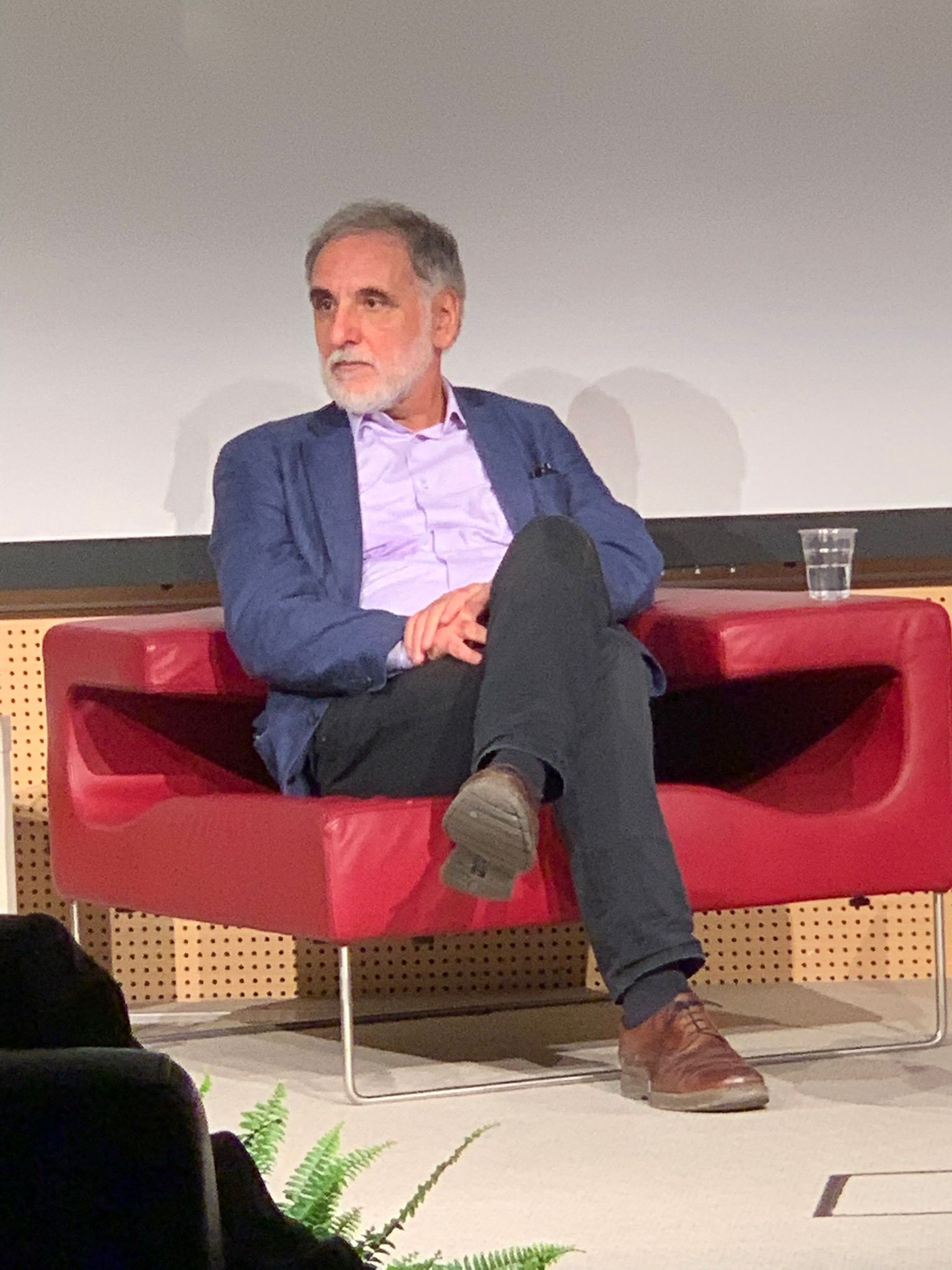
Michele Mari alla finale del Premio Chiara 2022

Collabora alle pagine letterarie di Repubblica, dopo aver scritto per anni sul Corriere della Sera e sul Manifesto. Ha tradotto L’isola del tesoro di Robert Louis Stevenson, Ritorno all’isola del tesoro di Andrew Motion, Il richiamo della foresta di Jack London, Uomini e topi di John Steinbeck, La macchina del tempo di H. G. Wells e La fattoria degli animali di George Orwell. Ai primi anni '80 risale invece la versione in endecasillabi sciolti del libro XXIV dell’Iliade.
Ha giocato nell'Osvaldo Soriano Football Club, la nazionale italiana calcistica degli scrittori.

## Opere

### Narrativa
- Di bestia in bestia, Milano, Longanesi 1989; nuova ed. riveduta, Torino, Einaudi, 2013, ISBN 978-88-062-1533-0
- Io venìa pien d'angoscia a rimirarti, Longanesi 1990; Venezia, Marsilio, 1998; Torino, Einaudi, 2016
- La stiva e l'abisso, Milano, Bompiani 1992; Torino, Einaudi, 2002-2018
- Euridice aveva un cane, Milano, Bompiani, 1993; Torino, Einaudi, 2004-2016
- Filologia dell'anfibio. Diario militare, Milano, Bompiani, 1995; Collana Contromano, Roma-Bari, Laterza, 2009; Torino, Einaudi, 2019, ISBN 978-88-062-4110-0
- Tu, sanguinosa infanzia, Milano, Mondadori, 1997; Torino, Einaudi, 2009
- Rondini sul filo, Milano, Mondadori, 1999;
- Tutto il ferro della torre Eiffel, Collana Supercoralli, Torino, Einaudi, 2002, ISBN 978-88-061-6275-7
- Verderame, Collana Supercoralli, Torino, Einaudi, 2007, ISBN 978-88-061-6281-8
- Milano fantasma, illustrazioni di Velasco Vitali, Torino, EDT 2008;
- Rosso Floyd, Collana Supercoralli, Torino, Einaudi, 2010, ISBN 978-88-061-9544-1
- Fantasmagonia, Collana Supercoralli, Torino, Einaudi, 2012, ISBN 978-88-062-0955-1
- Roderick Duddle, Torino, Einaudi, 2014;
- Asterusher. Autobiografia per feticci, fotografie di Francesco Pernigo, Corraini, 2015, ed. accresciuta 2019, ISBN 978-88-757-0753-8
- Sogni, disegni di Gianfranco Baruchello, Humboldt, 2017, ISBN 978-88-993-8518-7
- Leggenda privata, Collana Supercoralli, Torino, Einaudi 2017, ISBN 978-88-062-2895-8
- Le maestose rovine di Sferopoli, Collana Supercoralli, Torino, Einaudi, 2021, ISBN 978-88-0625-060-7
- Locus desperatus, Collana Supercoralli, Torino, Einaudi, 2024, ISBN 978-88-0626-451-2

### Poesia
- Cento poesie d'amore a Ladyhawke, Collezione di poesia, Torino, Einaudi, 2007, ISBN 978-88-061-8112-3
- Dalla cripta, Collezione di poesia, Torino, Einaudi, 2019, ISBN 978-88-062-4004-2

### Teatro
- Ballata triste di una tromba, Ricordi 1996

### Fumetti
- I Sepolcri illustrati, Torino, Portofranco, 2000
- Il Visconte dimezzato, “Il Caffè illustrato”, 2001-2004
- La morte attende vittime, Roma, Nero, 2019

### Saggi
- Eloquenza e letterarietà nell'Iliade di Vincenzo Monti, La Nuova Italia, 1982; Ledizioni, 2012, ISBN 978-88-959-9480-2
- Venere celeste e Venere terrestre, Mucchi, 1988
- Il genio freddo. La storiografia letteraria di Girolamo Tiraboschi, CUEM, 1990
- Momenti della traduzione fra Settecento e Ottocento, IPL, 1994
- I demoni e la pasta sfoglia, Quiritta, 2004; ed. accresciuta, Cavallo di Ferro, 2010; III ed. aumentata, Collana La Cultura, Milano, Il Saggiatore, 2017, ISBN 978-88-428-2322-3.
- La critica letteraria nel Settecento, Ledizioni, 2014

### Traduzioni
- Omero, Iliade, Versione del canto XXIV in endecasillabi sciolti, in Studi dedicati a Gennaro Barbarisi, CUEM, 2007.
- Robert Louis Stevenson, L’isola del tesoro, Collana Ragazzi, Milano, BUR, 2012, ISBN 978-88-170-5877-3.
- Andrew Motion, Ritorno all’Isola del tesoro, Collana Scala stranieri, Milano, Rizzoli, 2012, ISBN 978-88-170-5871-1.
- Jack London, Il richiamo della foresta, Collana I grandi tascabili, Milano, Bompiani, 2015, ISBN 978-88-452-7982-9.
- John Steinbeck, Uomini e topi, Collana Classici contemporanei, Milano, Bompiani, 2016, ISBN 978-88-452-8298-0.
- H. G. Wells, La macchina del tempo, Collana Letture, Torino, Einaudi, 2017, ISBN 978-88-062-3268-9.
- George Orwell, La fattoria degli animali, Collana Oscar moderni cult, Milano, Mondadori, 2019, ISBN 978-88-047-1905-2.
- Robert Louis Stevenson, Lo strano caso del dottor Jekyll e del signor Hyde, Collana BUR ragazzi, Milano, Rizzoli, 2020, ISBN 978-88-171-4900-6.
- Witold Gombrowicz, Ferdydurke, con una prefazione di Michele Mari e la traduzione di Irene Salvatore e di Michele Mari, Milano, Il Saggiatore, 2020, ISBN 978-88-428-2408-4.
- Stephen Crane, Il segno rosso del coraggio, con un ritratto dell'autore di Joseph Conrad, Collana Gli struzzi n.2, Torino, Einaudi, 2021, ISBN 978-88-062-5055-3.

### Curatele
- Voltaire, La pulcella d’Orléans. Traduzione in ottava rima di V. Monti, Milano, Feltrinelli, 1982, ISBN 88-07-14090-X
- F. Antonicelli, Capitoli gozzaniani, Firenze, Olschki, 1982, ISBN 88-222-3078-7
- V. Monti, Iliade di Omero, Milano, Rizzoli, 1990, ISBN 88-17-16775-4
- I. Pindemonte, Odissea di Omero, Milano, Rizzoli, 1993, ISBN 88-17-16901-3
- Manieristi e irregolari del Cinquecento, Roma, Istituto Poligrafico dello Stato, 2004, ISBN 978-88-240-1982-8

## Premi e riconoscimenti
- Di bestia in bestia, premio Berto[8][9].
- Io venìa pien d'angoscia a rimirarti, Premio Bergamo[10] Premio Selezione Campiello[11]
- La stiva e l'abisso, premio Penne[senza fonte]
- Euridice aveva un cane, premio Settembrini[12]
- Tu, sanguinosa infanzia, Premio Chiara,[13] Premio Palmi[14]
- Rondini sul filo, premio Vittorini[15], premio Procida-Elsa Morante[16], finalista al Premio Bergamo[10]
- Tutto il ferro della torre Eiffel, premio Bagutta,[17]
- Cento poesie d'amore a Ladyhawke, Premio Nazionale Letterario Pisa,[18] premio Tassoni, Premio La Ginestra
- Verderame, Premio Grinzane Cavour[19]
- Rosso Floyd, Premio Frignano,[20] premio Procida - Elsa Morante[21]
- Fantasmagonia, finalista al Premio Cocito - Montà d'Alba[22].
- Roderick Duddle, Premio Selezione Campiello[11], Premio Letterario Basilicata,[23] premio Asti d'Appello[24], Premio Città di Penne[25], Premio Letteraria.
- Leggenda privata, premio Pozzale - Luigi Russo, finalista Premio Internazionale Bottari Lattes Grinzane[26], Premio Mondello,[27] Premio Brancati[28], finalista al Premio Bergamo[29] e valutato 3º miglior romanzo del ventennio 2000-2019 nel "canone" delle Classifiche di Qualità[30].
- Premio Cesare Pavese 2022, nella sezione Narrativa[31][32]